# هومر دودغ مارتن
هومر دودغ مارتن (بالإنجليزية: Homer Dodge Martin)‏ هو رسام أمريكي، ولد في 28 أكتوبر 1836 في ألباني في الولايات المتحدة، وتوفي في 2 فبراير 1897 في سانت بول في الولايات المتحدة.

## معرض صور

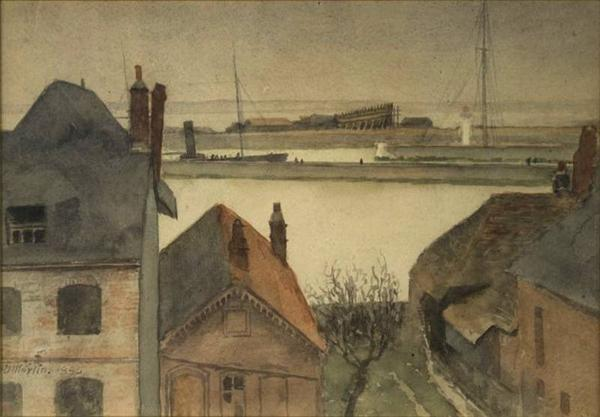
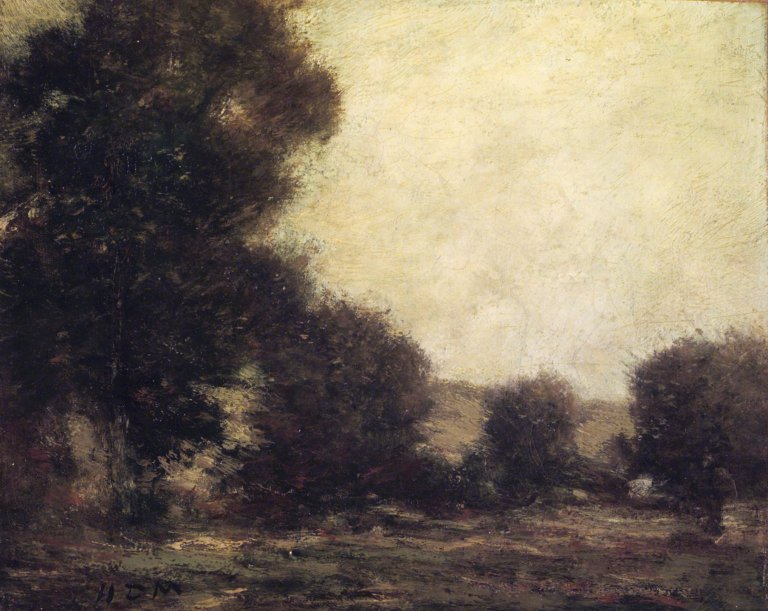
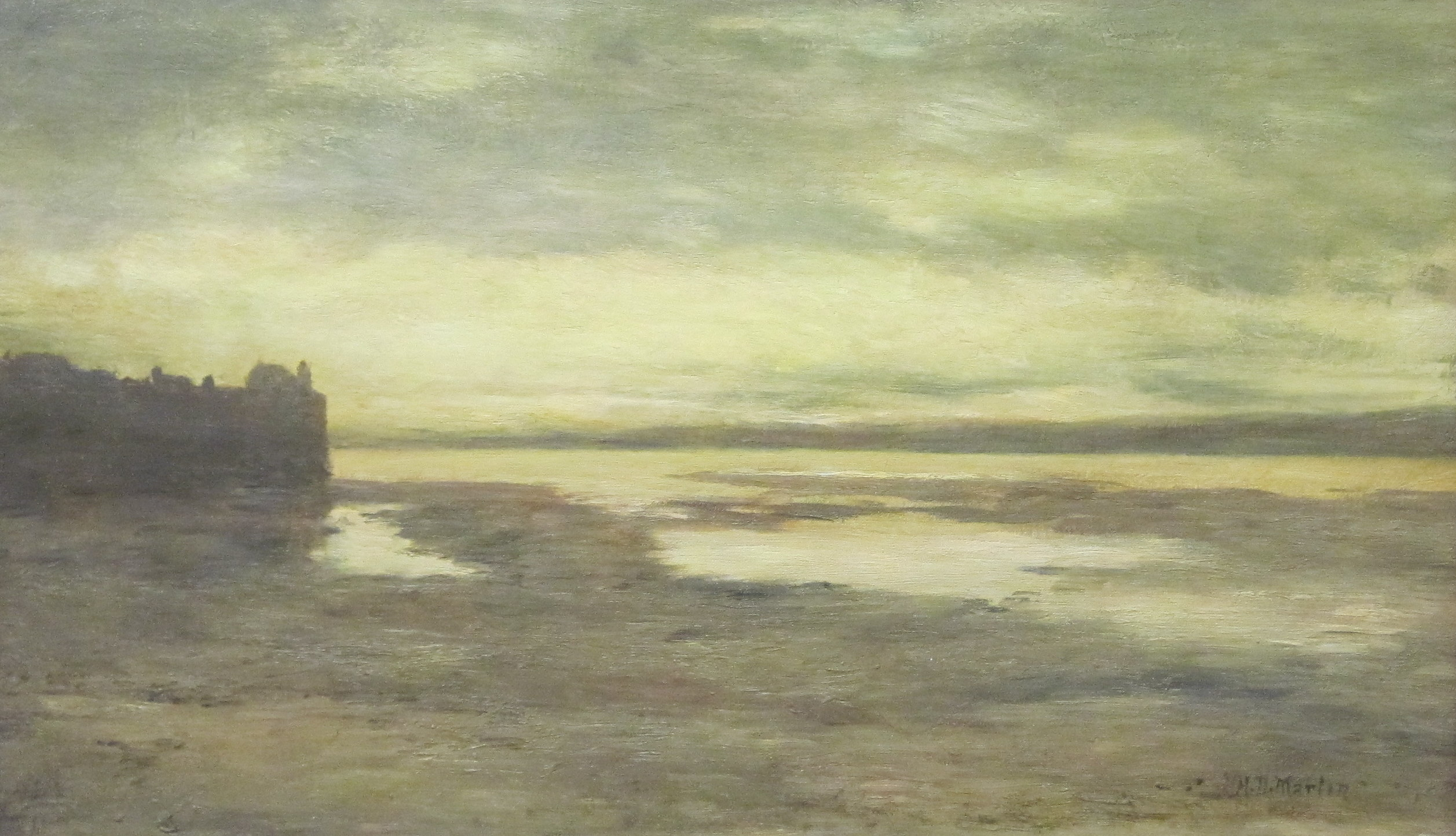

## وصلات خارجية
- هومر دودغ مارتن على موقع الموسوعة البريطانية (الإنجليزية)